# Gabbiella balovalensis
Gabbiella balovalensis là một loài ốc nước ngọt nhỏs có vảy, là động vật thân mềm chân bụng thuộc phân lớp mang trước sống dưới nước trong họ Bithyniidae.
Loài này phân bố ở Malawi và Zambia. Môi trường sống tự nhiên của chúng là hồ nước ngọt.